# 実験哲学
実験哲学（じっけんてつがく、英語: Experimental philosophy）とは、主に2000年代以降に生まれつつある、哲学の新たな分野である 。一般的な人の持つ直観を調査・収集して得られた経験的データを用いて、哲学的な問いにアプローチするという手法を取る。このように経験的データを用いることは、ア・プリオリな正当化に依拠する哲学的方法論とは対立するものと考えられており、実験哲学者はしばしば、そのような従来の方法論のことを「安楽椅子（アームチェア）」哲学と呼んだりする。実験哲学が生まれた当初に焦点を当てていた哲学的問題には、次のようなものがある。意図的行為とはどういうものか、自由意志と決定論の対立、指示の因果説と記述説はどちらが正しいか、などである。しかし、実験哲学は拡大を続けており、新たな研究テーマも生まれている。
実験哲学がいったい何をもたらしうるのかについては、様々な意見がある。ある主張によれば、実験哲学者が収集した経験的データは、哲学的直観が導かれるまでの暗黙の心理プロセスをよりよく理解することを可能にし、それによって哲学的問題に間接的な影響を与えうるという。別の論者によれば、実験哲学者が行っていることは、定量的な調査の持つ厳密性の裏付けを得た概念分析であるという。他にも、実験哲学の成果の一部は、分析哲学の伝統的な方法と諸前提の価値を切り下げるものだ、という見方もある。これまでに、複数の哲学者が実験哲学に対して批判を投げかけてきた。

## 歴史
「実験哲学」（Experimental philosophy）という語句自体は古くからあり、近世（初期近代）の哲学においては自然哲学がその名で呼ばれていた。（例えばマーガレット・キャヴェンディッシュ『実験哲学に関する所見』など）
とはいえ、今日の意味での実験哲学が生まれたのは、西暦2000年頃であった。それは、少数の学生たちが、心理学の実験に裏付けられた厳格性と哲学とを混ぜあわせようという実験を行っていた年である。実験哲学という哲学的運動は2000年前後に始まった（ただし、同様のアプローチの恐らく最初期の例はHewson 1994で報告されている）。だが、哲学研究に対する経験的手法の援用は、遥か昔から行われていたことである。今日の実験哲学者たちは、この運動は実のところ、古代の多くの哲学者が用いていた方法論への回帰であると主張している。さらには、デイヴィッド・ヒューム、ルネ・デカルト、ジョン・ロックのような哲学者たちは、経験的方法論に訴えた哲学者のモデルとして挙げられている。

## 関連文献
- 鈴木貴之 編『実験哲学入門』勁草書房、2020年。ISBN 978-4326102822。